# Dieses bescheuerte Herz
Dieses bescheuerte Herz (bra: Uma Amizade Inesperada; prt: Este Coração Traiçoeiro) é um filme de comédia alemão de 2017 dirigido por Marc Rothemund [de], inspirado no livro Dieses bescheuerte Herz: Über den Mut zu träumen de Lars Amend e Daniel Meyer.

## Sinopse
Lenny, o mimado filho de trinta anos de um renomado cardiologista, vive como quer até o dia em que, cansado de seu comportamento voltado apenas para diversão e esbanjamento de dinheiro, seu pai bloqueia seu cartão de crédito. Para ter sua vida de volta, Lenny terá que cuidar de David, de 15 anos, que sofre de problemas cardíacos graves desde que nasceu. A princípio relutante com a ideia, Lenny se deixará conquistar pelo adolescente, aprendendo o que é senso de responsabilidade.

## Elenco
- Elyas M’Barek [de] - Lennard “Lenny” Reinhard
- Philip Noah Schwarz [de] - David Müller
- Nadine Wrietz [de] - Betty Müller
- Uwe Preuss [de] - Dr. Reinhard
- Lisa Bitter [de] - Dr. Julia Mann
- Jürgen Tonkel [de] - Herr Petry

## Produção
O filme é a adaptação cinematográfica do romance Dieses bescheuerte Herz: Über den Mut zu träumen, de Lars Amend e Daniel Meyer, lançado em 2013, baseado em uma história verídica. O romance conta a história de Lars Amend e do adolescente doente de coração Daniel, que decide fazer uma lista de 25 coisas que ele absolutamente deseja fazer em sua vida. O objetivo de Lars é tornar essa lista uma realidade.
As filmagens ocorreram no outono de 2016 em Berlim e Baviera.

## Distribuição
O filme foi lançado nos cinemas alemães em 21 de dezembro de 2017. Na Itália, foi apresentado no Concurso Oficial do Giffoni Film Festival [it] e distribuído nos cinemas portugueses em 15 de novembro de 2018 e italianos em 22 de novembro de 2018. No Brasil, o filme estreou diretamente para a televisão através da sessão Supercine, exibida pela TV Globo.